# 第100飛行隊 (イスラエル空軍)
イスラエル空軍 第100飛行隊（100 Squadron） は、イスラエル航空宇宙軍の軽輸送飛行隊であり、最も初期に編成された飛行隊である。
別名としてフライング・キャメル・スコードロン（The Flying Camel Squadron）としても知られる。

## 歴史

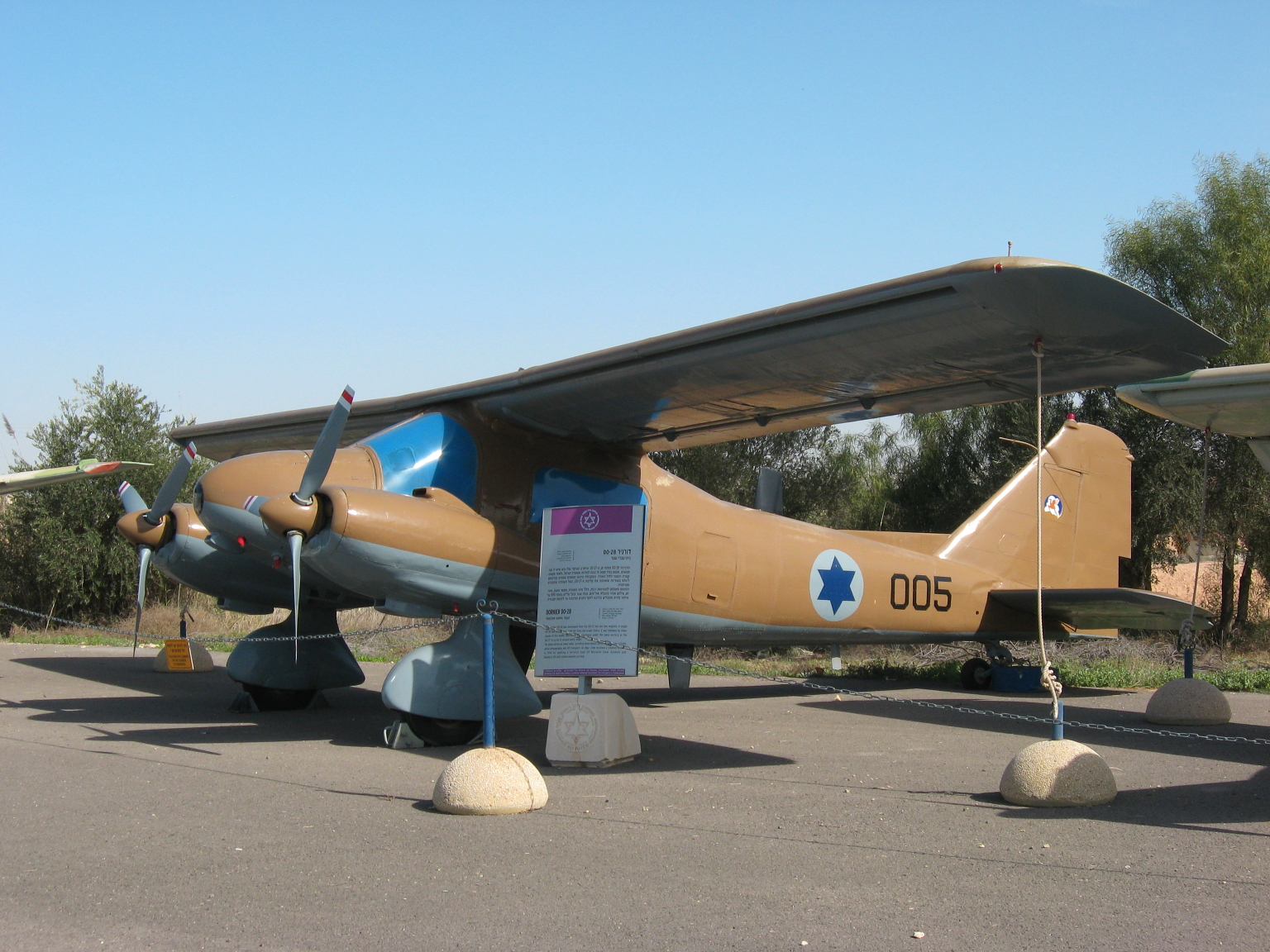
第100飛行隊のドルニエ Do 28
(イスラエル空軍博物館の展示機)

イスラエル建国以前の1947年12月に、当時のパレスチナ地域のユダヤ人武装組織ハガナーの航空部隊として"Shirut Avir"が設立され、テルアビブ飛行隊が編成された。この後、翌1948年3月にはネゲヴ飛行隊、4月にはガリラヤ飛行隊、第4飛行隊が編成され、ハガナーやパルマッハの様々な作戦に従事した。
1948年5月にイスラエル独立宣言がなされ、Shirut Avirは"イスラエル空軍" (Heyl Ha'Avir) となり、翌6月にテルアビブ飛行隊は"第1飛行隊"、ネゲヴ飛行隊は"第2飛行隊"、ガリラヤ飛行隊は"第3飛行隊"とそれぞれ改称された。
独立戦争がほぼ終結した1949年6月になり、テルアビブ・ネゲヴ・ガリラヤの各飛行隊は統合され、エクロン空軍基地を拠点とする第100飛行隊となった。統合後、第100飛行隊は独立戦争で使用していた様々な民間機を順次退役あるいは予備役扱いとし、運用機種のパイパー J-3 "カブ"およびパイパー PA-18 "スーパーカブ"への統一を進めた。J-3カブは数機程度だったが、PA-18スーパーカブについては最大で100機程度を運用した。
1951年になると第100飛行隊は拠点をラムラに移した。1951年5月には2機のヒラー360がイスラエル空軍に導入され、8月から第100飛行隊の元でテスト運用されるようになった。その後1機が墜落し失われたが、残った1機のヒラー360は1956年に導入された2機のシコルスキー S-55を運用するヘリコプター小隊が第103飛行隊に編成された際に、その小隊に移管された。この後、1958年にシコルスキー S-58が導入されるのに合わせて、この小隊は第124飛行隊として独立した部隊となった。
1956年の第二次中東戦争ではPA-18を使用し連絡や物資の輸送を行った。また1950年代には西ドイツ製のフォッカー S.11を41機導入し運用した。
1959年になるとラムラの航空基地が閉鎖されたため、第100飛行隊はテルアビブ近郊のスデ・ドブ基地に再度拠点を移した。
1960年代になると、第100飛行隊の運用機はより新しいセスナ 185 "スカイワゴン"、セスナ 206C "スーパースカイワゴン"に更新され、PA-18やフォッカーS.11はイスラエル空軍航空学校の初等練習機に転換された。
また、1964年に西ドイツから35機のドルニエ Do 27が供与され、観測機として第100飛行隊の装備となった。1971年頃からは後継機種のドルニエ Do 28の運用も行われた。
1965年には、独立していた第124飛行隊の運用していた2機のアルエットIIが第100飛行隊に移管され、軽ヘリコプター小隊を構成して運用された。この小隊は1967年の第三次中東戦争の後、第125飛行隊として独立した部隊となった。
1997年頃には20機程度のセスナ206Cを国外に売却し、ビーチクラフト キングエア200の導入が開始された。
第100飛行隊は現在もスデ・ドブ空港を拠点にキングエアを運用し活動しているが、この空港は2018年に閉鎖予定で、閉鎖の際には空軍部隊はパルマヒム空軍基地へ移転する事が予定されている。